# 70 (getal)
70 (zeventig) is het natuurlijke getal volgend op 69 en voorafgaand aan 71.
In de Franse taal (vooral in Frankrijk) is het getal 70 samengesteld uit meerdere telwoorden: soixante-dix (60+10). Andere Franstaligen, zoals de Belgen en de Zwitsers, gebruiken: septante.

## In de wiskunde
- Het getal 70 is een Harshadgetal en een vijfhoeksgetal.

## Overig
70 is ook:
- Het jaar A.D. 70 en 1970.
- Het atoomnummer van het scheikundige element Ytterbium (Yb)